# J̱
Cette page contient des caractères spéciaux ou non latins. S’ils s’affichent mal (▯, ?, etc.), consultez la page d’aide Unicode.
J̱ (minuscule : j̱), appelé J macron souscrit, est une lettre additionnelle formée d'un J diacrité par un macron souscrit. Elle est utilisée dans la romanisation GENUNG de l’assamais et du bengali, et dans la translittération de Cœdès (en) du vieux thaï.

## Utilisation
La romanisation GENUNG de l’assamais et du bengali utilise le j̱ pour translittérer le য,.
Uraisi Varasarin utilise le j̱ pour translitterer le vieux thaï dans un ouvrage publié en 1984 suivant la translittération de Cœdès (en).
Ingo Strauch utilise le j̱ dans la translittération de l’alphabet kharoshthi arapacana pour représenter 𐨗𐨹.

## Représentations informatiques
Le J macron souscrit peut être représentée avec les caractères Unicode suivants :
- décomposé (latin de base, diacritiques) :

| formes    | représentations | chaînes de caractères | points de code | descriptions                                          |
| --------- | --------------- | --------------------- | -------------- | ----------------------------------------------------- |
| capitale  | J̱               | J◌̱                    | U+004A U+0331  | lettre majuscule latine j diacritique macron souscrit |
| minuscule | j̱               | j◌̱                    | U+006A U+0331  | lettre minuscule latine j diacritique macron souscrit |